# Garigliano
A Garigliano egy folyó Olaszországban, mely a Gari és Liri folyók összefolyásával jön létre Cassino városa mellett. 1927-ig Campania és Lazio régiók közötti határvonalat képezte. A Lirivel összesen 158 km hosszú. A Tirrén-tengerbe ömlik, Gaeta városa mellett.
A Volturno mellékfolyója volt, mígnem a Roccamonfina vulkán 630 000 évvel ezelőtti kitörése el nem térítette folyását.

## Történelmi jelentősége
Stratégiai helyzete miatt, partjain több, történelmi jelentőségű csata is lezajlott:
- 915-ben X. János pápa keresztény csapatai itt verték vissza a Róma felé vonuló szaracénokat
- 1503-ban a spanyolok a folyó partján mértek döntő vereséget a franciákra, ezáltal megszerezve a Nápolyi Királyság feletti hatalmat.
- 1860-ban a Bourbon-párti csapatok vereséget szenvedtek a piemontiaktól, ami Két Szicília Királyságának bukásához vezetett
- 1943-ban a második világháborúban, a visszavonuló német csapatok a folyó mentén építették ki védvonalukat, az. ún. Gusztáv-vonalat.